# Xkcd

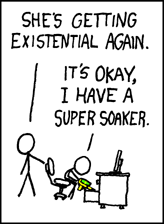
En ruta från en xkcd-stripp.

xkcd är en tecknad serie av Randall Munroe, före detta entreprenör för NASA. Serien handlar enligt författaren om "romantik, sarkasm, matematik och språk" och publiceras på Internet, vanligtvis med tre nya avsnitt i veckan. Nya serier brukar publiceras på måndagar, onsdagar och fredagar. xkcd är inte en akronym utan ett av Munroe slumpmässigt valt namn för att det är ett ord som är omöjligt att uttala, och troligen för att det påminner om Linux-kommandon med kryptiska namn som scp, xstr och lprm. Serien är tillgänglig under licensen Creative Commons Attribution-NonCommercial 2.5.

## What if
På xkcd:s webbplats publiceras även "What if"-artiklar där Randall Munroe försöker svara på tankeväckande frågor från läsare, exempelvis hur stor volym virus det finns totalt på jorden. Den 2 september 2014 publicerades boken What If?: Serious Scientific Answers to Absurd Hypothetical Questions. Boken innehöll svar på frågor som finns på webbplatsen samt nya svar på frågor som inte finns på webbplatsen. Boken finns sedan december 2014 även på svenska under titeln Tänk om....